# Syntaktický diagram
Syntaktické diagramy jsou grafickou reprezentací bezkontextových gramatik. Lze je považovat za grafický protějšek metajazyků jako Backusova–Naurova forma (BNF) nebo rozvinutá Backusova–Naurova forma (EBNF). Zatímco pro zpracování počítačem, např. při konstrukci překladačů, jsou vhodnější textové reprezentace gramatik jako BNF nebo EBNF, pro člověka je zpravidla srozumitelnější grafická reprezentace například syntaktickými diagramy. K prvním použitím syntaktických diagramů patří kniha „Pascal User Manual“ od Niklause Wirtha (diagramy začínají na stránce 47) a manuál interpretu příkazů CANDE firmy Burroughs. K novějším příkladům použití syntaktických diagramů patří kanonické definice JSON formátů pro výměnu dat.

## Princip syntaktických diagramů
Pro reprezentaci bezkontextové gramatiky se používá sada syntaktických diagramů. Každý diagram reprezentuje všechna pravidla, jejichž levá strana je tvořena stejným neterminálem. Hlavní diagram odpovídá pravidlům, která mají na levé straně počáteční symbol gramatiky, a reprezentuje jazyk tak, že slovo patří do jazyka právě tehdy, když jej lze vyjádřit nějakou cestou v hlavním diagramu.
Každý diagram má vstupní bod a koncový bod. Diagram popisuje možné cesty mezi těmito dvěma body průchodem neterminály a terminály. Terminály jsou reprezentovány ovály a neterminály obdélníky.

## Příklad
BNF reprezentace gramatiky pro aritmetický výraz může vypadat takto:
```
<
expression
>
 
::=
 
<
term
>
 | 
<
expression
>
 "+" 
<
term
>

<
term
>
       
::=
 
<
factor
>
 | 
<
term
>
 "*" 
<
factor
>

<
factor
>
     
::=
 
<
constant
>
 | 
<
variable
>
 | "(" 
<
expression
>
 ")"

<
variable
>
   
::=
 "x" | "y" | "z" 

<
constant
>
   
::=
 
<
digit
>
 | 
<
digit
>
 
<
constant
>

<
digit
>
      
::=
 "0" | "1" | "2" | "3" | "4" | "5" | "6" | "7" | "8" | "9"

```

Tuto gramatiku lze vyjádřit také v EBNF:
```
expression 
=
 
term 
|
 
expression
,
 
"+"
 
,
 
term
;

term       
=
 
factor 
|
 
term
,
 
"*"
 
,
 
factor
;

factor     
=
 
constant 
|
 
variable 
|
 
"("
 
,
 
expression 
,
 
")"
;

variable   
=
 
"x"
 
|
 
"y"
 
|
 
"z"
;
 

constant   
=
 
digit 
,
 
{
digit
};

digit      
=
 
"0"
 
|
 
"1"
 
|
 
"2"
 
|
 
"3"
 
|
 
"4"
 
|
 
"5"
 
|
 
"6"
 
|
 
"7"
 
|
 
"8"
 
|
 
"9"
;

```

Reprezentace této gramatiky pomocí syntaktických diagramů je následující: